# 吳毅將
吳毅將（英語：Ben Ng Ngai Cheung，1961年6月22日—），原名吳彩南，香港男演員、主持及商人。曾為亞洲電視及無綫電視合約藝人，又於1990年代參與拍攝電影。現時淡出香港電視圈而轉往中國大陆發展。他於1989年改藝名為「吳毅將」，由於當時亞洲電視進行行政方面的改組，任職電視台的形象顧問劉天蘭看好吳的前途，且認為他的原名予人柔弱的感覺。於是建議吳選擇一個喜歡的藝名。最後在星相師的提議下，為他選用了「吳毅將」一名。他曾是香港明星足球隊隊員。

## 背景
吳毅將的父母是澳門漁民。他小時候在香港大窩口徙置區13座長大，1974年畢業於亞斯理衛理小學下午校。就讀中學時是籃球校隊成員，常代表學校出賽。因家境問題而中學肄業的他在1979年代效力甲組職業足球隊「寶路華」，司職中鋒位置。卻因沒有發展前景（長年任後備球員）而退出，加上意外折斷左腳骨，需要長時間康復，而由職業球員轉為光華康體會足球隊的業餘球員。同時先為愛情投考消防員，再投考香港海關，並在海關訓練學校受訓，其後當了兩年關員。一次吳毅將留意到電視上有關藝員戲劇訓練班的廣告，本想報讀亞洲電視的武師訓練班。後來知道自己報錯了戲劇班，便順勢而為。他在1982年畢業於香港亞洲電視第8期藝員訓練班，同期同學有黃秋生、苑瓊丹、麥翠嫻等藝人。甫出道已在1983年電視劇集《鹹魚豆腐白菜仔》中飾演男主角。同期在乙組足球隊「斯達霸」出賽的他由於於乙組聯賽中跟警察球隊成員毆鬥而被香港足球總會判罰停賽十場。另外，吳毅將一直到1982年加入亞洲電視。
吳毅將早年曾以原名參演多部亞視劇集，屢次擔任男主角。易名之後他即獲已故藝人高飛賞識轉往電影界發展，由於其身材健碩，令他得到當時的三級片導演垂青。從而接拍了不少色情片，部份更有全裸演出。1994年，無綫電視一綫演員流失的情況加劇，黃秋生、劉青雲、吳鎮宇、劉錫明、邵仲衡、溫兆倫、何寶生等無綫當家小生的相繼離巢轉戰影壇或前往中國大陸及台灣發展，因此有必要引入新血補償，於是吳毅將於拍畢《碧血青天楊家將》後加盟TVB，至2005年離開。期間在1995年至1996年於深圳開設幕後製作公司，1997年往後結束製作業務。吳毅將目前於中國內地積極發展其演藝事業。2016年2月28日，他因胸口和背部痛而求醫；之後發現由心臟到腎臟的大動脈血管撕裂而需要入住公立醫院的加護病房。現已康復出院。在2018年，他在首屆「紹興·柯橋新銳電影節」中獲頒「影視經典人物」獎。

## 家庭生活
吳毅將有兩段婚姻。前妻是馬來西亞籍、在澳門工作的酒店行政人員。她在1991年7月為吳誕下一名女兒吳正思，但最後在1996年離婚，2000年完成離婚手續。他的第二任妻子為1984年香港小姐季軍唐麗球。二人在1993年拍拖，在2003年結婚。婚後育有一女吳梓希。

## 演出作品
*以下列表只記錄吳毅將演出過的劇集和電影作品，若有遺漏，請協助補充相關資料。

### 電視劇（亞洲電視）
| 首播       | 節目名稱               | 角色     | 備註           |
| 1983年     | 鹹魚豆腐白菜仔         | 楊剛     |                |
| 1984年     | 101拘捕令第二輯熱線999 | 細蚊     |                |
| 1984年     | 小生也瘋狂             |          |                |
| 1984年     | 毋忘我                 | 張文輝   |                |
| 1984年     | 王昭君                 | 莫皋     |                |
| 1984年     | 雲海玉弓緣             | 司空化   |                |
| 1984年     | 天靈                   | 洛弟     |                |
| 1985年     |                        |          |                |
| 八仙過海   | 袁志遠                 |          |                |
| 萍蹤俠影錄 | 潮音                   |          |                |
| 少林英雄   | 慧空                   |          |                |
| 少林五壯士 | 三德和尚               |          |                |
| 天涯明月刀 | 公孫屠                 |          |                |
| 諸葛亮     | 李典偉                 |          |                |
| 1986年     | 越女劍                 | 楚天戟   |                |
| 1986年     | 清末四大奇案之刺馬     | 石錦標   |                |
| 1986年     | 哪吒                   | 判官     |                |
| 1986年     | 九月鷹飛               | 呂迪     |                |
| 1986年     | 西施                   | 孔武     |                |
| 1987年     | 鐵血藍天               | 洪彬     |                |
| 1987年     | 滿清十三皇朝之努爾哈赤 | 阿敏     |                |
| 1988年     | 李清照                 | 劉軍保   |                |
| 1988年     | 法網柔情               | 汪志華   |                |
| 1988年     | 皇家檔案               | 方志雄   |                |
| 1988年     | 迷魂                   | 葉剛健   |                |
| 1989年     | 城市劍客               | 龐清風   |                |
| 1989年     | 皇家檔案續集           | 方志雄   |                |
| 1989年     | 霹靂神將               | 阿狸陀   |                |
| 1989年     | 皇家檔案電影系列       | 方志雄   |                |
| 1989年     | 大靈界                 |          |                |
| 1990年     | 法本無情               | 鄭Sir    |                |
| 1990年     | 亡命天涯路             |          |                |
| 1991年     | 暴雨燃燒               | 丁峰     |                |
| 1992年     | 摩登七十二家房客       |          |                |
| 1992年     | 勝者為王II天下無敵     | 洪峰     |                |
| 1992年     | 豪門                   | 李志權   |                |
| 1992年     | 天地無情               | 何志峰   |                |
| 1993年     | 再見黃埔灘             | 張鐵林   |                |
| 1993年     | 槍神                   | 方正     |                |
| 1993年     | 皇家警察實錄           |          |                |
| 1993年     | 皇家警察實錄II         |          | 〈吧叻沙展〉篇 |
| 1994年     | 洪熙官                 | 三德     |                |
| 1994年     | 碧血青天楊家將         | 耶律宗源 |                |

### 電視劇（無綫電視）
| 首播   | 節目名稱       | 角色          | 備註                        |
| 1996年 | 廉政行動組     | 游樂生        |                             |
| 1996年 | 包青天         | 唐道中        | 單元十六：俠情（第76-80集） |
| 1997年 | 男人四十打功夫 | 江智勇/方天勇 |                             |
| 1999年 | 反黑先鋒       | 高喜          |                             |
| 2003年 | 撲水冤家       | 區日明        |                             |
| 2003年 | 智勇新警界     | 陳修勇        |                             |
| 2003年 | 英雄刀少年     | 鄂壽明        |                             |

### 電視劇（其他）
| 首播   | 節目名稱              | 角色     | 備註       |
| 1996年 | 千秋英烈傳            | 聶政     |            |
| 1999年 | 千嬌百媚              | 九哥     |            |
| 1999年 | 孫子兵法之戰國傳奇    | 龐涓     |            |
| 2001年 | 驚天鐵案              | 章子強   |            |
| 2004年 | 鐵血蓮花              | 杜海龍   |            |
| 2005年 | 輝煌的背後            | 華哥     |            |
| 2006年 | 肇事追踪              | 柯之誠   |            |
| 2007年 | 特殊使命2：亂世女兒紅 | 東野太郎 |            |
| 2008年 | 霍元甲                | 王五     |            |
| 2010年 | 大將軍韓信            | 項羽     |            |
| 2010年 | 聊齋                  | 清水居士 |            |
| 2010年 | 怒海雄心              | 劉虎一   |            |
| 2011年 | 第四片甲骨            | 胡鐵成   |            |
| 2012年 | 大唐女將樊梨花        | 薛仁貴   |            |
| 2012年 | 新白髮魔女傳          | 慕容沖   |            |
| 2012年 | 道高一尺              |          |            |
| 2012年 | 瘋狂倒計時            | 張寶民   |            |
| 2014年 | 六扇門傳奇            | 周       |            |
| 2014年 | 刑警戰記              | 劉放     |            |
| 2015年 | 雪域雄鷹              | 獨臂老大 |            |
| 2016年 | 珍珠耳環              | 錢正良   |            |
| 2017年 | 反黑                  | 火屎     | 網絡劇     |
| 2018年 | 許你浮生若夢          | 林道山   |            |
| 2018年 | 你和我的傾城時光      | 陳志軍   |            |
| 2019年 | 海島七號              | 柯湧     | 2011年拍攝 |
| 2019年 | 海之谣                |          |            |
| 2020年 | 追梦                  | 鍾達華   |            |
| 2023年 | 似火流年              | 錢均     | 2019年拍攝 |

### 電視電影
- 1992年：一千靈異夜之鬼拳師 飾 丁峰（亞洲電視）
- 1992年：一千靈異夜之血的疑惑（亞洲電視）
- 1992年：香港奇案之AK47（亞洲電視）
- 1992年：鐳射劇場之雙雄會（亞洲電視）
- 1996年：飛虎雄風II搶灘行動 飾 順（無綫電視）
- 2004年：親子大綁架 飾 沈志良（無綫電視）

### 電影
- 1986年：午夜麗人
- 1990年：無名家族
- 1990年：賊聖 飾 老虎
- 1991年：轟天龍 飾 麥警長
- 1991年：英倫越戰 飾 李南
- 1992年：黑越玫瑰
- 1992年：航天行動
- 1992年：一千靈異夜之鬼拳師 飾 丁峰
- 1993年：一代梟雄之三支旗 飾 藍光
- 1993年：省港流鶯
- 1994年：滅門慘案II借種
- 1994年：風雨同路
- 1994年：弱殺 飾 陳志偉
- 1994年：天網行動 飾 林嘯
- 1994年：傷城記
- 1995年：慈禧秘密生活
- 1995年：公僕II 飾 吳偉漢
- 1995年：黃大仙烏鼠 飾 符永琳
- 1995年：大冒險家 飾 阿狗
- 1995年：影子敵人
- 1995年：南洋十大邪術 飾 乃蜜
- 1995年：香港重案實錄之西環浮屍
- 1995年：冒險遊戲 飾 霸哥
- 1996年：古惑女之決戰江湖 飾 洛威拿
- 1996年：新喋血雙雄
- 1996年：金榜題名 飾 Paul哥
- 1996年：玉蒲團之玉女心經 飾 鐵中棠
- 1996年：危險任務 飾 尹英明
- 1996年：火鴛鴦 飾 阿海
- 1996年：殺人軟件
- 1996年：南洋第一邪降 飾 徐錦龍
- 1997年：老鼠龍之猛龍過港
- 1997年：軍火教父
- 1997年：殺手
- 1997年：偷情男女
- 1997年：黑獄斷腸歌之砌生豬肉 飾 張耀祖
- 1997年：死亡遊戲
- 1998年：女保鏢
- 1998年：職業大賊 飾 狂人標
- 1998年：龍在江湖 飾 喪波
- 1998年：生死邊緣
- 1998年：賭侠1999 飾 烟囱
- 1998年：鬼火咁靚
- 1998年：濠江風雲 飾 小李
- 1999年：古惑仔之龍在中國
- 1999年：強姦終極篇之最後羔羊 飾 Daniel
- 1999年：蕩女痴男
- 1999年：從零開始
- 1999年：古惑仔之大戰拉斯維加斯
- 1999年：陰陽路五之一見發財 飾 惡鬼
- 1999年：97江湖情
- 1999年：心猿意馬 飾 劉保
- 1999年：刺青女殺手
- 1999年：龍虎兄弟
- 2000年：紅牆盜影
- 2000年：旺角街頭 飾 大東
- 2000年：雷霆殺手
- 2000年：辣手狂花
- 2000年：殺戳波士
- 2000年：雄霸四海
- 2000年：黑獄聖女
- 2000年：天地無容 飾 大佬C
- 2000年：黑社會.com 飾 杀人王
- 2000年：絕地狂奔
- 2000年：不解之謎 飾 陳永強
- 2001年：天使特務之黑日追擊
- 2001年：豹女之奪命之旅
- 2001年：二五傳說
- 2001年：血濺忠義門 飾 浩男
- 2001年：殺出個未來
- 2002年：戰龍2
- 2002年：赤裸性對抗 飾 毅將
- 2002年：危情陷阱
- 2003年：龍兒
- 2003年：超級特警
- 2004年：X檔案之惡殺
- 2004年：殺手的諾言
- 2005年：古惑仔：以暴制暴
- 2006年：提防老千 飾 火屎
- 2006年：親親一家人 飾 李常德
- 2006年：江湖龍女 飾 峰哥
- 2007年：危險人物
- 2007年：陸小鳳傳奇之銀鈎賭坊 飾 藍胡子
- 2008年：小李廣花榮 飾 雷震
- 2011年：極速先鋒 飾 吳如海
- 2012年：光輝歲月 飾 阿南
- 2013年：瑪麗的天使
- 2015年：六扇門之玄武初現(電視電影) 飾 周
- 2015年：六扇門之蒼生客棧(電視電影) 飾 周
- 2015年：六扇門之絕戰(電視電影) 飾 周
- 2015年：六扇門之致命營救(電視電影) 飾 周
- 2015年：六扇門之忠義燈火(電視電影) 飾 周
- 2015年：六扇門之雙面人(電視電影) 飾 周
- 2015年：六扇門之浴火恩仇(電視電影) 飾 周
- 2015年：六扇門之假鈔劫(電視電影) 飾 周
- 2015年：六扇門之淪陷 飾 周冲
- 2016年：股神2絕處逢生
- 2016年：光頭俠 飾 大狗哥
- 2017年：大夢西遊2鐵扇公主(網絡電影) 飾 萬歲狐王
- 2017年：赤血龍鱗(網絡電影)
- 2017年：追龍 飾 肥仔超
- 2017年：大嫂(網絡電影) 飾  陳探長
- 2018年：潮州幫 飾 太子
- 2018年：陳真傳奇(網絡電影)
- 2019年：屌絲英雄之點穴俠(網絡電影)
- 2020年：無間行者之生死潛行
- 2021年：雪山飞狐之塞北宝藏(網絡電影)
- 2022年：陰陽畫皮(網絡電影)飾 房珂
- 2023年：暗殺風暴飾 彭廣福
- 待上映：致命線索 飾 坤龍
- 待考：東京的平房

## 綜藝節目
- 1996年：超級無敵獎門人（第22集嘉賓；無綫電視）
- 1997年：超級無敵獎門人之再戰江湖（第17集嘉賓；無綫電視）
- 1999年：驚天動地獎門人（第17集嘉賓；無綫電視）
- 2001年：宇宙無敵獎門人（第13集嘉賓；無綫電視）
- 2002年：吾係獎門人（第8集嘉賓；無綫電視）
- 2002年：星晨旅遊泰國真程趣（主持；無綫電視）
- 2002年：星晨旅遊桂林真程趣（主持；無綫電視）
- 2008年：鐵甲無敵獎門人（第12集嘉賓；無綫電視）
- 2012年：亞視百人（第93集嘉賓；亞洲電視）
- 2019年：兄弟幫（第2313及2314集嘉賓；無綫電視）

## 外部連結
- 吳毅將的新浪微博
- 吳毅將在香港影庫上的簡介
- 吳毅將：唔好立亂開刀殺人哋，香港蘋果日報，2004年2月12日